# Космос-2209
Космос-2209 је један од преко 2400 совјетских вјештачких сателита лансираних у оквиру програма Космос.
Космос-2209 је лансиран са космодрома Тјуратам, Бајконур, Казахстан, 10. септембра 1992. Ракета-носач Протон је поставила сателит у орбиту око планете Земље. 